# 21607 Robel
21607 Robel este un asteroid din centura principală de asteroizi.

## Descriere
21607 Robel este un asteroid din centura principală de asteroizi. A fost descoperit pe 6 aprilie 1999 la Socorro, New Mexico, în cadrul proiectului LINEAR. Asteroidul prezintă o orbită caracterizată de o semiaxă mare de 2,68 ua, o excentricitate de 0,10 și o înclinație de 9,1° în raport cu ecliptica.